# Ocelot

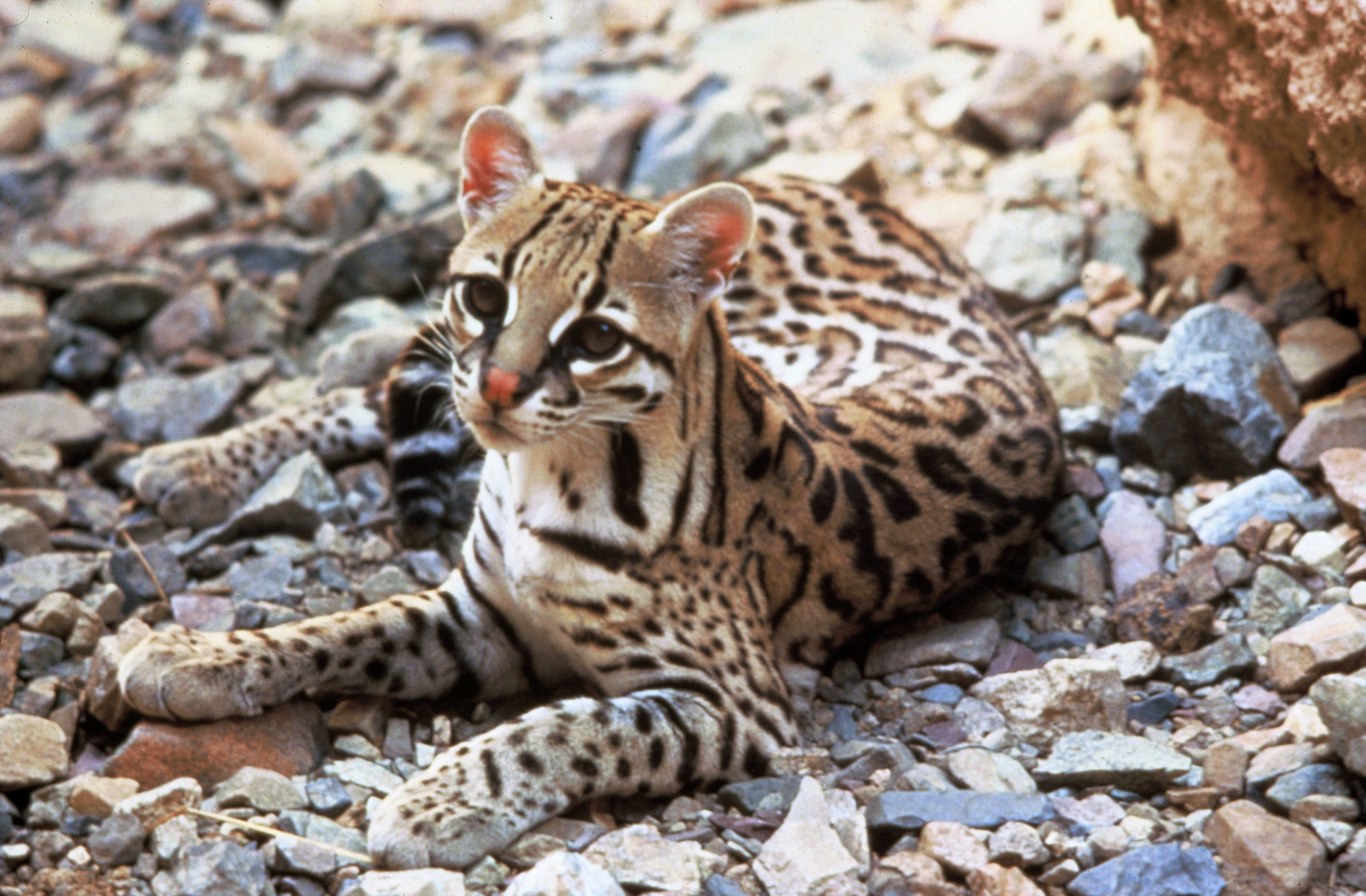
Ocelot

De ocelot of pardelkat (Leopardus pardalis) is een kleine katachtige die samen met de margay, de tijgerkat, de Geoffroykat en de nachtkat tot de groep van de pardelkatten behoort. De ocelot leeft van Midden-Amerika tot in Zuid-Amerika. De wetenschappelijke naam van de soort werd als Felis pardalis in 1758 gepubliceerd door Carl Linnaeus.

## Uiterlijke kenmerken
De ocelot wordt ook wel de pardelkat genoemd. De ocelot heeft opvallend lange poten. Het lichaam wordt ongeveer 125 centimeter lang en heeft een staart van bijna 40 centimeter. De ocelot wordt maximaal 16 kilogram zwaar. Naast een luipaardtekening kan de ocelot ook een zwarte vacht hebben. 

## Verspreiding en habitat
Veel verschillende omgevingen vormen het leefgebied van de ocelot, variërend van scrublands tot tropisch regenwoud. Het is een uitstekende klimmer. Hij komt juist veel voor in rots- en struikgebieden. Vochtige gebieden hebben echter de voorkeur van deze kat.
De ocelot komt voor in Texas, en alle landen van Midden- en Zuid-Amerika (behalve Chili en Uruguay). Er is veel op het dier gejaagd om zijn vacht. Desondanks is het de meest voorkomende katachtige in Zuid-Amerika. Zijn voortbestaan wordt bedreigd door het kappen van zijn leefgebied.

## Voedsel
De ocelotten hebben niet altijd dezelfde prooien. Welke prooien ze vangen hangt af van het seizoen. Ze eten vooral konijnen en kleine knaagdieren zoals ratten, eekhoorns en agoeti's. Verder ook kleine herten, apen, kleine vogels en hagedissen. Ook van insecten, slangen, kleine schildpadden, kikkers, landkrabben en vissen is waargenomen dat ze op het menu stonden.

## Leefwijze
Ocelotten zijn goede klimmers en brengen veel tijd door in de bomen. De ocelot jaagt voornamelijk 's nachts en vooral op de grond. Zodra hij een prooidier heeft ontdekt, drukt hij zich tegen de bodem en wacht een moment af om toe te slaan. De goed ontwikkelde ogen en oren komen uitstekend van pas bij het nachtelijk opsporen van prooidieren. Met een beet in de nek wordt het slachtoffer snel gedood.
De ocelot leeft solitair of soms in paartjes. Ocelotten zijn territoriaal en het territorium van een mannelijk dier overlapt vaak met dat van meerdere wijfjes. Midden op de dag rust de ocelot meestal in een holle boom of op een boomtak. Door middel van urine markeert de ocelot bomen en struiken langs de grens van het territorium.

## Voortplanting
De paartijd loopt de hele jaar door. Ongeveer 79 tot 85 dagen na de paring worden 1, zelden 2 of 3, bij uitzondering 4 jongen geboren, verborgen tussen de wortels van een omgevallen boom, een rotsspleet of in een holle boom, maar bij voorkeur tussen doornstruweel. Al bij de geboorte hebben de kleine ocelotten een volledige luipaardtekening. Het vrouwtje voedt de jongen alleen op.

## Naam
Het woord ocelot komt uit het Nahuatl, de taal van de Azteken. Zij noemden het dier echter tlahcoocelotl, het dier dat zij ocelotl noemden is de jaguar.

## Als huisdier

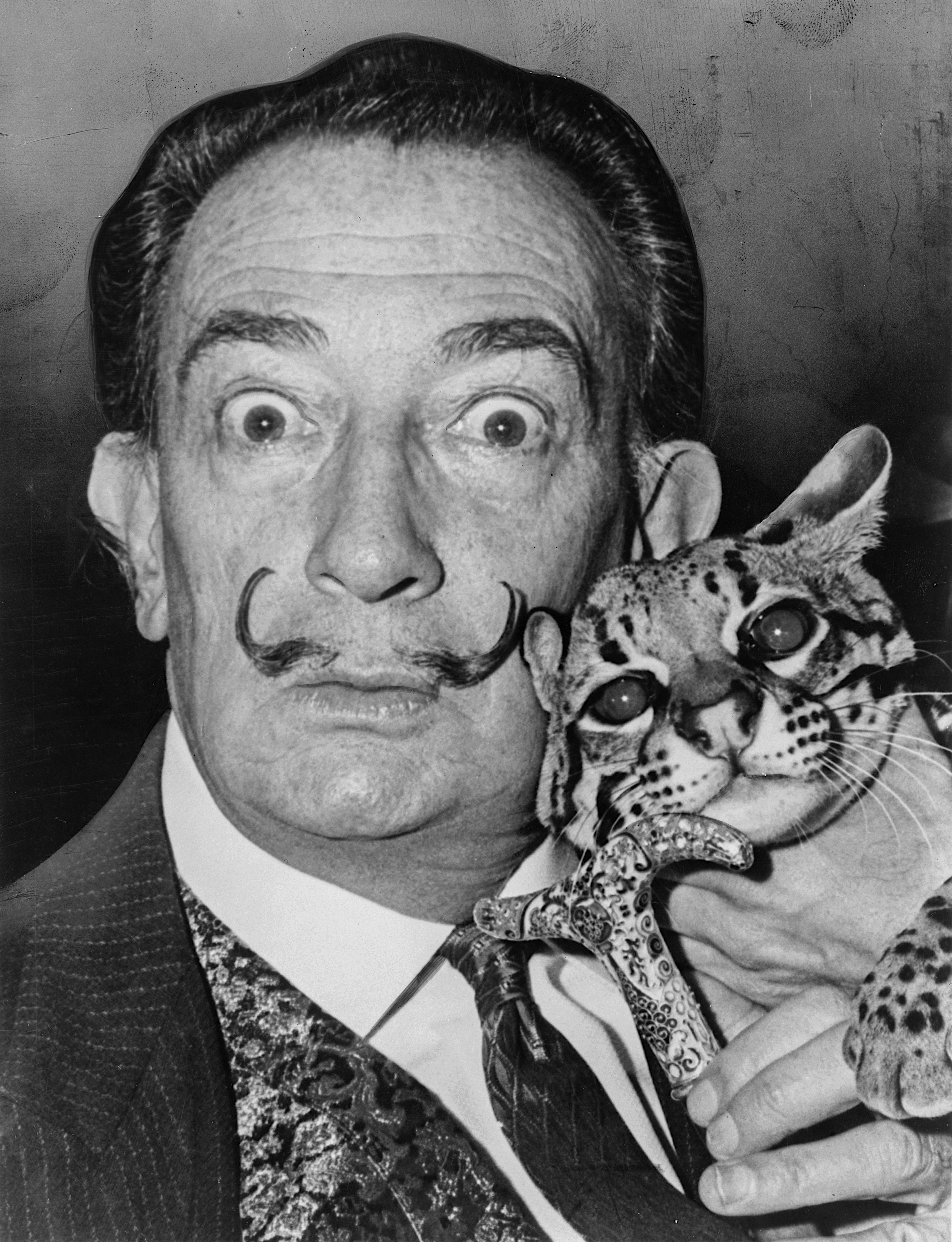
Salvador Dalí en zijn ocelot Babou

De ocelot wordt zo nu en dan gehouden als huisdier. Zo reisde Salvador Dalí geregeld rond met zijn ocelot Babou, onder meer aan boord van het luxueuze cruiseschip SS France. Muzikant Gram Parsons hield een ocelot in zijn tuin, waar het dier een zwembad tot zijn beschikking had.
Het Moche-volk uit antiek Peru vereerde deze dieren en ze werden dan ook vaak afgebeeld in hun kunst.